# (42566) Ryutaro
(42566) Ryutaro est un astéroïde de la ceinture principale.

## Description
(42566) Ryutaro est un astéroïde de la ceinture principale. Il fut découvert le 3 décembre 1996 à Geisei par Tsutomu Seki. Il présente une orbite caractérisée par un demi-grand axe de 2,37 UA, une excentricité de 0,24 et une inclinaison de 6,0° par rapport à l'écliptique.